# God's Good Man

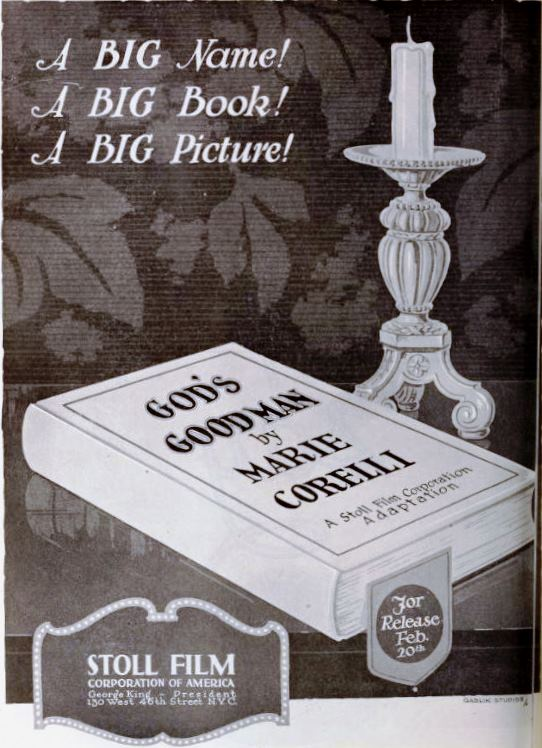
Foto/reprodução: Filme God's Good Man.

God's Good Man é um filme de drama mudo britânico de 1919, dirigido por Maurice Elvey e estrelado por Basil Gill, Peggy Carlisle e Barry Bernard. Foi baseado no romance de Marie Corelli.

## Elenco
- Basil Gill - Reverend John Walden
- Peggy Carlisle - Maryilla Vancourt
- Barry Bernard - Julien Adderley
- Hugh Dabernon-Stoke - Oliver Leach
- Teddy Arundell - Bainton
- Julian Henry - Lord Roxmouth
- Temple Bell - Cicely Bourne
- Kate Gurney - Sra. Spice